# Tulipa aleppensis
Tulipa aleppensis är en liljeväxtart som beskrevs av Pierre Edmond Boissier och Eduard August von Regel. Tulipa aleppensis ingår i släktet tulpaner, och familjen liljeväxter. Inga underarter finns listade.